# Levcizem
Levcizem (grško starogrško λευκός: leukos - belo) je stanje, ki ga označuje pomanjkanje melanina pri živalih in človeku. Deduje se recesivno, kar pomeni, da je ena normalna kopija gena za ustrezno beljakovino (alel) dovolj za nemoteno sintezo melanina. Pri levcizmu sicer gre za odsotnost ali pomanjkanje melanina, vendar samo v peresih oz. koži, medtem ko je pri albinizmu melanin popolnoma odsoten, tudi v očeh (šarenici); levcisti imajo tako normalno obarvane oči, albinisti pa rdeče oči.

## Genetsko ozadje
Levcizem se tako kot albinizem deduje recesivno, kar pomeni, da se bo levcistični fenotip izrazil samo, če v alelnem paru ne bo prisoten dominanten, tj. normalen alel. Lahko se deduje bodisi preko avtosomov, pri čemer so bistvene mutacije genov, kot so c-kit, mitf in ednrb, bodisi preko X spolnih kromosomov. Samci imajo XY par, samice pa XX par kromosomkov, kar pomeni, da se bo levcizem pri samicah izrazil le, če bodo homozigoti za recesivni gen (oba alela bosta okvarjena), v primeru enega okvarjenega gena pa bodo le prenašalke in se fenotipsko ne bo izrazil. Pri samcih se bo levcizem izrazil že v primeru enega okvarjenega gena.
Pomembno je poudariti, da je pri pticah, kot je labod grbec (Cygnus olor), prisoten t. i. ZW sistem določanja spola, pri čemer je zgoraj omenjena situacija pravzaprav obrnjena: samci imajo tako ZZ par, samica pa ZW par, v skladu s tem pa je obrnjeno tudi izražanje levcizma.

## Fenotipske značilnosti
Zamenjava med levcizmom in albinizmom je pogosta, vendar gre pri levcizmu v bistvu za izgubo določenega pigmenta, tj. melanina, v melanoforah (melanocitih) peres oz. kože, ne pa tudi v mehkejših tkivih/organih, kot je oko, nemalokrat pa so tudi noge in kljun normalno obarvani. Pigmentne celice v očesu, natančneje v pigmentnem skladu mrežnice in v šarenici, ne izvirajo iz celic nevralnega grebena, na katere vplivajo omenjene mutacije, pač pa iz nevralne cevi, natančneje iz stranske ugreznitve stene diencefalona, ki se imenuje očesni mehurček, ta pa se v končni fazi preoblikuje v oko. Pri albinistih je pigment odsoten tudi pri očesih, zaradi česar presevajo žile v žilni plasti očesa, posledično pa je barva oči rdeča. Bolj kot popolna odsotnost melanina je lokalizirana ali pa nepopolna hipopigmentacija, kar se navzven izraža kot različne bele lise po telesu.
Kljub temu je nemalokrat tudi razlikovanje med normalnimi in levcističnimi osebki na terenu dokaj težavno. Primer tega je labod grbec: normalen, odrasel osebek je bel že pri normalni obarvanosti, zato razlikovanje temelji bolj ali manj na obarvanosti nog, ki so pri normalnih osebki temno sive barve, pri levcistih pa sivo-rožnate; kljun je pri obeh oranžno-rdeče barve. Pri mladičih je razlika veliko bolj opazna, saj je puh pri normalnih mladičih sive barve, pri levcistih pa bele barve.

## Epidemiologija
Incidenca levcizma se po vsej verjetnosti razlikuje od vrste do vrste, vendar je pojav pri nekaterih organizmih dokaj pogost, kot je npr. pri labodih grbcih, kjer levcisti v populaciji Severne Amerike in Vzhodne Evrope predstavljajo okoli 20 % celotne populacije. Relativno visoka incidenca lahko predstavlja težavo pri znanstveni klasifikaciji živih bitij, npr. levcistični labodi grbci, ki so jih nekdaj obravnavali kot samostojno vrsto Cygnus immutabilis, pozneje pa kot podvrsto Cygnus olor immutabilis. Šele po odkritju tako normalnih kot tudi levcističnih mladičev v istem gnezdu je bilo ugotovljeno, da gre za pojav levcizma, zato so bili mutantni osebki poimenovani kot poljski labodi.

## Galerija
- Elaphe obsoleta
- Quiscalus quiscula
- Pav (Pavo cristatus)
- Spizella passerina